# Борики (Томская область)
Бо́рики — деревня в Томском районе Томской области. Входит в состав Зоркальцевского сельского поселения. Население на 1 января 2015 г. — 439 чел.
Расстояние до Томска — 25 км, до Зоркальцева (центр поселения) — 6 км. Деревня стоит на берегу реки Порос.

## Социальная сфера и экономика
В Бориках есть фельдшерско-акушерский пункт.
В деревне расположено ООО «СДД», занимающееся производством пластиковой тары. Также зарегистрировано два частных предпринимателя, работающих в сфере розничной торговли.
Услуги ЖКХ оказывает ООО «Тепло» (зарегистрировано в селе Зоркальцево, работает на территории Зоркальцевского сельского поселения).

## Население
| 2002 | 2008 | 2009 | 2010 | 2011 | 2012 | 2013 |
| ---- | ---- | ---- | ---- | ---- | ---- | ---- |
| 406  | ↗427 | ↗438 | ↗440 | ↗441 | ↘434 | ↗435 |
| 2014 | 2015 | 2021 |      |      |      |      |
| ↗441 | ↘439 | ↘315 |      |      |      |      |

## Местная власть
Сельским поселением руководят Глава поселения и Совет. Глава поселения — Виктор Николаевич Лобыня.